# César Luís

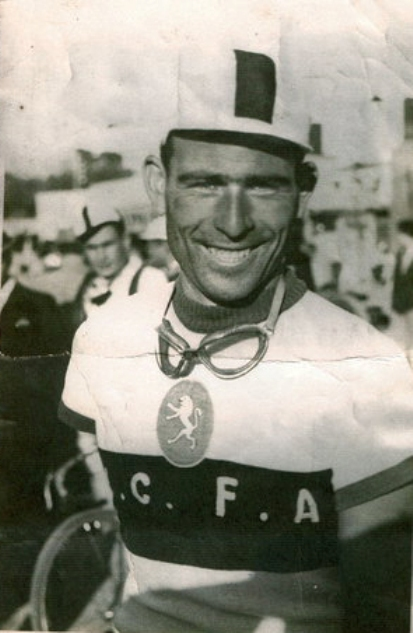
César da Fonseca Feijoca - César Luis dos Leões de Ferreira do Alentejo

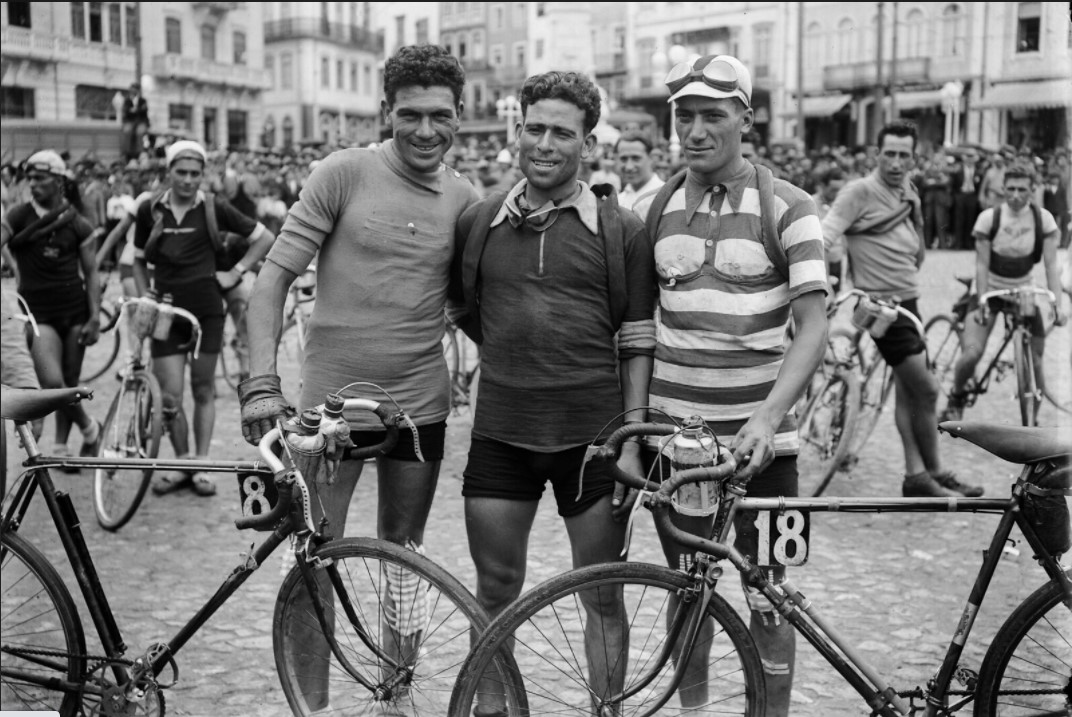
Alfredo Trindade, César da Fonseca Feijoca, José Maria Nicolau,

## César da Fonseca Feijoca
César da Fonseca Feijoca conhecido como César Luiz foi um ciclista Português que venceu a VI Volta a Portugal em 1935.
Nascido em Benavente, distrito de Santarém, Ribatejo, Portugal, a 22 de Fevereiro de 1912, filho de Feliciano da Fonseca Feijoca e de Germana Rosa.
Já tardiamente, aprendeu a andar de bicicleta. Só aos 18 anos de idade adquiriu sua primeira bicicleta. Porém, nada o impediu de construir uma carreira desportiva repleta de múltiplos palmarés desportivos.
Na VI Volta a Portugal onde se esperava por mais um duelo entre os famosos José Maria Nicolau e Alfredo Trindade,  César Luís, ciclista dos Leões de Ferreira do Alentejo, o corredor Ribatejano, numa fuga vitoriosa, já com a Camisola Amarela, defenderia a mesma até Lisboa. 
César da Fonseca Feijoca - César Luís que tinha vindo do Benfica, mercê do seu espírito combativo e capacidade atlética, veio a sagrar-se vencedor da prova com 17.02 minutos de vantagem sobre o 2º classificado, José Marquez pertencente ao Campo de Ourique. César Luis venceu ainda duas etapas inscrevendo o nome do clube alentejano nos vencedores da Volta, percorrida á média de 29,481 Km/h em que alinharam 55 corredores dos quais 24 ficaram pelo caminho.
César Luís, abriu assim, uma nova era e uma nova dinastia de campeões. 

## Carreira desportiva
- 1932, Sport Lisboa e Benfica, Portugal
- 1933, Sport Lisboa e Benfica, Portugal
- 1934, Sport Lisboa e Benfica, Portugal
- 1935, Velo Clube Os Leões,    Portugal
- 1936, Sport Lisboa e Benfica, Portugal
- 1937, Individual, Portugal
- 1938, Grupo Desportivo da C.U.F., Portugal
- 1939, Sporting Clube de Portugal, Portugal
- 1940, Sporting Clube de Portugal, Portugal

## Palmarés[3]
| 1933 2º Campeonato Lisboa, Estrada, Lisboa (Lisboa), Portugal                                        |
| 1933 1º - Etapa da 1 Ronda Volta a Portugal, Santarém (Santarem), Portugal                           |
| 1933 2º - Etapa 2 Ronda Volta a Portugal, Sines (Setúbal), Portugal                                  |
| 1933 2º - Etapa 4 Ronda Volta a Portugal, Beja (Beja), Portugal                                      |
| 1933 1º - Etapa 5 Ronda Volta a Portugal, Évora (Évora), Portugal                                    |
| 1933 2º - Etapa 6 Ronda Volta a Portugal, Portalegre (Portalegre), Portugal                          |
| 1933 2º - Etapa 9 Ronda Volta a Portugal, Vila Real (Vila Real), Portugal                            |
| 1933 3º - Etapa 12 Ronda Volta a Portugal, (Volta a Portugal), Porto (Porto), Portugal               |
| 1933 1º Etapa 15 Ronda Volta a Portugal, Aveiro (Aveiro), Portugal                                   |
| 1933 3º Etapa 18 Ronda Volta a Portugal, Lumiar (Lisboa), Portugal                                   |
| 1933 3º Classificação Geral Volta a Portugal, Lumiar (Lisboa), Portugal                              |
| 1933 1º 100 Km da Taça Olimpica, (Lisboa (x)), Lisboa (Lisboa), Portugal                             |
| 1933 1º Grande Prémio do Estoril, (Estoril), Estoril (Lisboa), Portugal                              |
| 1933 1º Lisboa - Coimbra, Coimbra (Coimbra), Portugal                                                |
| 1933 2º Lisboa - Salvaterra de Magos, Salvaterra de Magos (Santarem), Portugal                       |
| 1933 4º Campeonato Nacional, Estrada, Elite, Portugal, Lisboa (Lisboa), Portugal                     |
| 1934 1º Etapa 2 Ronda Volta a Portugal, Faro (Faro), Portugal                                        |
| 1934 2º Etapa 3 Ronda Volta a Portugal, Évora (Évora), Portugal                                      |
| 1934 2º in Stage 5 Ronde van Portugal, (Volta a Portugal), Covilhã (Castelo Branco), Portugal        |
| 1934 2º in Stage 7 Ronde van Portugal, (Volta a Portugal), Chaves (Vila Real), Portugal              |
| 1934 2º in Stage 8 Ronde van Portugal, (Volta a Portugal), Braga (Braga), Portugal                   |
| 1934 2º in Stage 9 Ronde van Portugal, (Volta a Portugal), Porto (Porto), Portugal                   |
| 1934 3º in Stage 10 Ronde van Portugal, (Volta a Portugal), Coimbra (Coimbra), Portugal              |
| 1934 4º in Stage 11 Ronde van Portugal, (Volta a Portugal), Caldas da Rainha (Leiria), Portugal      |
| 1934 4º in General Classification Ronde van Portugal, (Volta a Portugal), Lumiar (Lisboa), Portugal  |
| 1934 7º in Cova da Piedade - Loulé, Loulé (Faro), Portugal                                           |
| 1934 5º in National Championship, Road, Elite, Portugal, Lisboa (Lisboa), Portugal                   |
| 1935 10º in 100 km Clássicos, (Lisboa (ac)), Lisboa (Lisboa), Portugal                               |
| 1935 4º in Porto - Viana - Porto, Grande Prémio da Delegação, (Porto (m)), Porto (Porto), Portugal   |
| 1935 1º in 12 Voltas à Gafa, (Bombarral), Bombarral (Leiria), Portugal                               |
| 1935 3º in Stage 1 part a Ronde van Portugal, (Volta a Portugal), Montemor-o-Novo (Évora), Portugal  |
| 1935 3º in Stage 1 part b Ronde van Portugal, (Volta a Portugal), Évora (Évora), Portugal            |
| 1935 2º in Stage 2 Ronde van Portugal, (Volta a Portugal), Loulé (Faro), Portugal                    |
| 1935 2º in Stage 3 part a Ronde van Portugal, (Volta a Portugal), Tavira (Faro), Portugal            |
| 1935 2º in Stage 4 Ronde van Portugal, (Volta a Portugal), Beja (Beja), Portugal                     |
| 1935 3º in Stage 5 Ronde van Portugal, (Volta a Portugal), Portalegre (Portalegre), Portugal         |
| 1935 1º in Stage 6 Ronde van Portugal, (Volta a Portugal), Fundão (Castelo Branco), Portugal         |
| 1935 3º in Stage 7 Ronde van Portugal, (Volta a Portugal), Viseu (Viseu), Portugal                   |
| 1935 3º in Stage 8 Ronde van Portugal, (Volta a Portugal), Pedras Salgadas (Vila Real), Portugal     |
| 1935 3º in Stage 9 Ronde van Portugal, (Volta a Portugal), Guimarães (Braga), Portugal               |
| 1935 2º in Stage 11 part a Ronde van Portugal, (Volta a Portugal), Ovar (Aveiro), Portugal           |
| 1935 1º in Stage 12 Ronde van Portugal, (Volta a Portugal), Tomar (Santarem), Portugal               |
| 1935 2º in Stage 13 Ronde van Portugal, (Volta a Portugal), Lisboa (Lisboa), Portugal                |
| 1935 1º in General Classification Ronde van Portugal, (Volta a Portugal), Lisboa (Lisboa), Portugal  |
| 1935 3º in Preparação Olímpica, (Lisboa (af)), Lisboa (Lisboa), Portugal                             |
| 1936 1º in 12 Voltas à Gafa, (Bombarral), Bombarral (Leiria), Portugal                               |
| 1938 1º in Circuito General Carmona, (Cascais (b)), Cascais (Lisboa), Portugal                       |
| 1938 2º in Giro do Minho, Portugal                                                                   |
| 1938 2º in Stage 3 Ronde van Portugal, (Volta a Portugal), Loulé (Faro), Portugal                    |
| 1938 3º in Stage 6 Ronde van Portugal, (Volta a Portugal), Covilhã (Castelo Branco), Portugal        |
| 1938 1º in Stage 7 part b Ronde van Portugal, (Volta a Portugal), Viseu (Viseu), Portugal            |
| 1938 3º in Stage 10 part a Ronde van Portugal, (Volta a Portugal), Fafe (Braga), Portugal            |
| 1938 1º Etapa 10 part b Volta a Portugal, Chaves (Vila Real), Portugal                               |
| 1938 1º Etapa 11 Ronda Volta a Portugal, Guimarães (Braga), Portugal                                 |
| 1938 3º Etapa 14 Volta a Portugal, Figueira da Foz (Coimbra), Portugal                               |
| 1938 2º Etapa 14 parte b Ronda Volta a Portugal, Leiria (Leiria), Portugal                           |
| 1938 1º Etapa 15 Volta a Portugal, Lisboa (Lisboa), Portugal                                         |
| 1938 7º Classificação Geral Volta a Portugal, Lisboa (Lisboa), Portugal                              |
| 1938 3º no Circuito (Volta) dos Campeões, (Figueira da Foz (c)), Figueira da Foz (Coimbra), Portugal |
| 1939 8º 100 km Clássicos, (Lisboa (ac)), Lisboa (Lisboa), Portugal                                   |